# 瓦爾馬卡區
瓦爾馬卡區（西班牙語：Distrito de Huarmaca），是秘魯的一個區，位於該國西北部皮烏拉大區的宛卡班巴省，始建於1840年10月8日，面積1,908.22平方公里，海拔高度2,194米，2005年人口38,209，人口密度每平方公里20人。